# Belgiens Grand Prix 2011
Belgiens Grand Prix 2011, officiellt 2011 Formula 1 Shell Belgian Grand Prix, var en Formel 1-tävling som hölls den 28 augusti 2011 på Circuit de Spa-Francorchamps i Spa, Belgien. Det var den tolfte tävlingen av Formel 1-säsongen 2011 och kördes över 44 varv. Vinnare av loppet blev Sebastian Vettel för Red Bull, tvåa blev Mark Webber för Red Bull och trea blev Jenson Button för McLaren.

## Kvalet
| KR. | Nr | Förare             | Konstruktör          | Q1        | Q2       | Q3       | Grid |
| --- | -- | ------------------ | -------------------- | --------- | -------- | -------- | ---- |
| 1   | 1  | Sebastian Vettel   | Red Bull-Renault     | 2.03,029  | 2.03,317 | 1.48,298 | 1    |
| 2   | 3  | Lewis Hamilton     | McLaren-Mercedes     | 2.03,008  | 2.02,823 | 1.48,730 | 2    |
| 3   | 2  | Mark Webber        | Red Bull-Renault     | 2.02,827  | 2.03,302 | 1.49,376 | 3    |
| 4   | 6  | Felipe Massa       | Ferrari              | 2.05,834  | 2.04,507 | 1.50,256 | 4    |
| 5   | 8  | Nico Rosberg       | Mercedes             | 2.05,091  | 2.03,723 | 1.50,552 | 5    |
| 6   | 19 | Jaime Alguersuari  | Toro Rosso-Ferrari   | 2.05,419  | 2.04,561 | 1.50,773 | 6    |
| 7   | 9  | Bruno Senna        | Renault              | 2.05,047  | 2.04,452 | 1.51,121 | 7    |
| 8   | 5  | Fernando Alonso    | Ferrari              | 2.04,450  | 2.02,768 | 1.51,251 | 8    |
| 9   | 17 | Sergio Pérez       | Sauber-Ferrari       | 2.06,284  | 2.04,625 | 1.51,374 | 9    |
| 10  | 10 | Vitalij Petrov     | Renault              | 2.05,292  | 2.03,466 | 1.52,303 | 10   |
| 11  | 18 | Sébastien Buemi    | Toro Rosso-Ferrari   | 2.04,744  | 2.04,692 |          | 11   |
| 12  | 16 | Kamui Kobayashi    | Sauber-Ferrari       | 2.07,194  | 2.04,757 |          | 12   |
| 13  | 4  | Jenson Button      | McLaren-Mercedes     | 2.01,813  | 2.05,150 |          | 13   |
| 14  | 11 | Rubens Barrichello | Williams-Cosworth    | 2.05,720  | 2.07,349 |          | 14   |
| 15  | 14 | Adrian Sutil       | Force India-Mercedes | 2.06,000  | 2.07,777 |          | 15   |
| 16  | 12 | Pastor Maldonado   | Williams-Cosworth    | 2.05,621  | 2.08,106 |          | 211  |
| 17  | 20 | Heikki Kovalainen  | Lotus-Renault        | 2.06,780  | 2.08,354 |          | 16   |
| 18  | 15 | Paul di Resta      | Force India-Mercedes | 2.07,758  |          |          | 17   |
| 19  | 21 | Jarno Trulli       | Lotus-Renault        | 2.08,773  |          |          | 18   |
| 20  | 24 | Timo Glock         | Virgin-Cosworth      | 2.09,566  |          |          | 19   |
| 21  | 25 | Jérôme d'Ambrosio  | Virgin-Cosworth      | 2.11,601  |          |          | 20   |
| 22  | 23 | Vitantonio Liuzzi  | HRT-Cosworth         | 2.11,616  |          |          | 22   |
| 23  | 22 | Daniel Ricciardo   | HRT-Cosworth         | 2.13,077  |          |          | 23   |
| 24  | 7  | Michael Schumacher | Mercedes             | Ingen tid |          |          | 24   |

| Vidare från första kvalrundan ▬▬ Vidare från andra kvalrundan ▬▬ |

Noteringar:
- ^1  — Pastor Maldonado fick fem platsers nedflyttning för att ha orsakat en kollision med Lewis Hamilton i kvalet.[1]

## Loppet
| Pos. | Nr | Förare             | Konstruktör          | Varv | Tid         | Grid | P  |
| ---- | -- | ------------------ | -------------------- | ---- | ----------- | ---- | -- |
| 1    | 1  | Sebastian Vettel   | Red Bull-Renault     | 44   | 1:26.44,893 | 1    | 25 |
| 2    | 2  | Mark Webber        | Red Bull-Renault     | 44   | +3,741      | 3    | 18 |
| 3    | 4  | Jenson Button      | McLaren-Mercedes     | 44   | +9,669      | 13   | 15 |
| 4    | 5  | Fernando Alonso    | Ferrari              | 44   | +13,022     | 8    | 12 |
| 5    | 7  | Michael Schumacher | Mercedes             | 44   | +47,464     | 24   | 10 |
| 6    | 8  | Nico Rosberg       | Mercedes             | 44   | +48,674     | 5    | 8  |
| 7    | 14 | Adrian Sutil       | Force India-Mercedes | 44   | +59,713     | 15   | 6  |
| 8    | 6  | Felipe Massa       | Ferrari              | 44   | +1.06,706   | 4    | 4  |
| 9    | 10 | Vitalij Petrov     | Renault              | 44   | +1.11,917   | 10   | 2  |
| 10   | 12 | Pastor Maldonado   | Williams-Cosworth    | 44   | +1.17,615   | 21   | 1  |
| 11   | 15 | Paul di Resta      | Force India-Mercedes | 44   | +1.23,994   | 17   |    |
| 12   | 16 | Kamui Kobayashi    | Sauber-Ferrari       | 44   | +1.31,976   | 12   |    |
| 13   | 9  | Bruno Senna        | Renault              | 44   | +1.32,985   | 7    |    |
| 14   | 21 | Jarno Trulli       | Lotus-Renault        | 43   | +1 varv     | 18   |    |
| 15   | 20 | Heikki Kovalainen  | Lotus-Renault        | 43   | +1 varv     | 16   |    |
| 16   | 11 | Rubens Barrichello | Williams-Cosworth    | 43   | +1 varv     | 14   |    |
| 17   | 25 | Jérôme d'Ambrosio  | Virgin-Cosworth      | 43   | +1 varv     | 20   |    |
| 18   | 24 | Timo Glock         | Virgin-Cosworth      | 43   | +1 varv     | 19   |    |
| 19   | 23 | Vitantonio Liuzzi  | HRT-Cosworth         | 43   | +1 varv     | 22   |    |
| Ret  | 17 | Sergio Pérez       | Sauber-Ferrari       | 27   | Upphägning  | 9    |    |
| Ret  | 22 | Daniel Ricciardo   | HRT-Cosworth         | 13   | Vibration   | 23   |    |
| Ret  | 3  | Lewis Hamilton     | McLaren-Mercedes     | 12   | Kollision   | 2    |    |
| Ret  | 18 | Sébastien Buemi    | Toro Rosso-Ferrari   | 6    | Skada       | 11   |    |
| Ret  | 19 | Jaime Alguersuari  | Toro Rosso-Ferrari   | 0    | Kollision   | 6    |    |

| Förare och stall som tog poäng ▬▬ |

## Ställning efter loppet
|     | Pos. | Förare           | Poäng |
| --- | ---- | ---------------- | ----- |
| ▬   | 1    | Sebastian Vettel | 259   |
| ▬   | 2    | Mark Webber      | 167   |
| ▲ 1 | 3    | Fernando Alonso  | 157   |
| ▲ 1 | 4    | Jenson Button    | 149   |
| ▼ 2 | 5    | Lewis Hamilton   | 146   |

|   | Pos. | Konstruktör      | Poäng |
| - | ---- | ---------------- | ----- |
| ▬ | 1    | Red Bull-Renault | 426   |
| ▬ | 2    | McLaren-Mercedes | 295   |
| ▬ | 3    | Ferrari          | 231   |
| ▬ | 4    | Mercedes         | 98    |
| ▬ | 5    | Renault          | 68    |

- Notering: Endast de fem bästa placeringarna i vardera mästerskap finns med på listorna.